# Сайданайская икона Пресвятой Богородицы
Сайданайская икона Пресвятой Богородицы, Шагура-Владычица — почитаемая в православной церкви икона Божией Матери древнего происхождения. В Сирии икону называют Шагура (Прославленная).  Приобретена в конце VIII века для сирийского Сайданайского монастыря египетским (греческим) иноком Феодором по просьбе игуменьи Марины. Считается, что Сайданайский образ это одна из четырёх икон, написанных евангелистом Лукой. 
По преданию, Феодор, получив от игуменьи деньги для приобретения иконы Богородицы в Иерусалиме, забыл это сделать. На выходе из города он был остановлен голосом, напомнившим ему о просьбе игуменьи Марины. Он вернулся и купил икону, которая затем дважды спасала его: от разбойников и дикого зверя. Видя эти чудеса, Феодор решил оставить икону себе, но терзаемый совестью пришёл в Сейд-Найю и вручил икону настоятельнице.
В настоящее время икона хранится в отдельной часовне, перед входом в которую требуется снять обувь. Икона почитается как мироточивая, но паломникам увидеть её невозможно — доступ открыт только к ларцу, где она хранится.
День празднования Сайданайской иконе не установлен или неизвестен.